# Hedesunda
Den här artikeln handlar om tätorten Hedesunda. För det större geografiska området, se Hedesunda socken.
Hedesunda (lokalt uttal: Hesunda (Hässunda)) är en tätort i Gävle kommun, Gästrikland och kyrkbyn i Hedesunda socken. Orten är belägen vid Dalälven (Hedesundafjärden) nära gränsen till Uppland. 

## Bankverksamhet
Gefle handelsbank öppnade ett kontor i Hedesunda den 23 oktober 1905. Denna bank uppgick så småningom i Svenska Handelsbanken. Hedesunda hade även ett sparbankskontor tillhörande Gävleborgs läns sparbank. Swedbank lade ner kontoret den 16 maj 2012. Den 31 maj 2021 stänger även Handelsbanken.

## Kommunikationer
Riksväg 56 passerar Hedesunda, och det finns även ett antal småvägar som utgår härifrån. Regelbundna bussförbindelser mot Gävle i norr och Gysinge i söder finns i form av X-Trafiks linjer 48 och 49 liksom några skolbusslinjer.

### Järnvägsstationen
Ortens framväxt är huvudsakligen kopplad till att den var järnvägsstation vid Sala–Gysinge–Gävle järnväg 1901–1964. Efter långa diskussioner om placeringen av järnvägsstationen kom den att placeras på en för bolaget billig tomt en bit från kyrkbyn. Man anlade här ett frilastspår för 20 vagnar, lastkaj för 6 vagnar och en lastbrygga för timmer. Ett vattentorn med fotogendriven pump och en kolningsbrygga för att fylla på ångloken byggdes. 1905 anslöts stationen till allmänna telefonnätet och inrättades en telefonautomat. Fram till 1917 fanns även postexpedition i stationshuset innan den flyttades till annat håll i Hedesunda. Ett trallspår anslöts till ett mejeri i Hedesunda. 1919 uppfördes en kakelfabrik i Hedesunda. 1946 förlängdes bangården med 40 meter.

## Befolkningsutveckling
| Befolkningsutvecklingen i Hedesunda 1950–2020 | Befolkningsutvecklingen i Hedesunda 1950–2020 | Befolkningsutvecklingen i Hedesunda 1950–2020 | Befolkningsutvecklingen i Hedesunda 1950–2020 | Befolkningsutvecklingen i Hedesunda 1950–2020 |
| --------------------------------------------- | --------------------------------------------- | --------------------------------------------- | --------------------------------------------- | --------------------------------------------- |
|                                               |                                               |                                               |                                               |                                               |
| År                                            |                                               |                                               | Folkmängd                                     | Areal (ha)                                    |
| 1950                                          | 1950                                          |                                               | 486                                           |                                               |
| 1960                                          | 1960                                          |                                               | 944                                           |                                               |
| 1965                                          | 1965                                          |                                               | 982                                           |                                               |
| 1970                                          | 1970                                          |                                               | 1 106                                         |                                               |
| 1975                                          | 1975                                          |                                               | 1 185                                         |                                               |
| 1980                                          | 1980                                          |                                               | 1 237                                         |                                               |
| 1990                                          | 1990                                          |                                               | 1 105                                         | 166                                           |
| 1995                                          | 1995                                          |                                               | 1 071                                         | 167                                           |
| 2000                                          | 2000                                          |                                               | 1 071                                         | 167                                           |
| 2005                                          | 2005                                          |                                               | 1 048                                         | 167                                           |
| 2010                                          | 2010                                          |                                               | 1 028                                         | 168                                           |
| 2015                                          | 2015                                          |                                               | 1 067                                         | 185                                           |
| 2020                                          | 2020                                          |                                               | 1 021                                         | 140                                           |
|                                               |                                               |                                               |                                               |                                               |